# Frank Satzky
Frank Satzky (* 1960) ist ein deutscher Musiker und ehemaliger Leiter des Magdeburger Knabenchores.

## Leben
Satzky sang selbst 10 Jahre im Knabenchor Dresden. Nach dem Studium im Fach Gesang an der Hochschule für Musik in Dresden und Chorleitungsstudien arbeitete er als Stimmbildner und Chorassistent am „Musischen Gymnasium“ in Schwerin.
Die Gründung und der Aufbau des Magdeburger Knabenchores waren für Frank Satzky Anlass, 1985 die Stelle des II. Chordirektors am Theater der Landeshauptstadt in Magdeburg anzutreten. Mit Beginn seiner Tätigkeit an der Konzerthalle „Georg Philipp Telemann“ (1988) intensivierte er die Arbeit mit den Sängern des Chores.
Seit 1994 ist er hauptamtlich als Gesangslehrer am Konservatorium Georg Philipp Telemann (Musikschule der Landeshauptstadt Magdeburg) und bis Mitte 2023 als Chorleiter des Magdeburger Knabenchores tätig. Daneben hat er einen Lehrauftrag für Blattsingen und Dirigieren am Institut für Musik an der Otto-von-Guericke-Universität Magdeburg.